# Alisea Airlines
Alisea Airlines es una compañía de vuelos charter fundada en Italia en 1999. Comenzó a operar en 2002 de Milán a Cagliari utilizando un Boeing 737 - 300 alquilado por la compañía Islandsflug. También ha utilizado un ATR 72 en los vuelos de Lampedusa a Palermo en diciembre de 2003, aunque su uso fue suspendido poco después.
En diciembre de 2003 Alisea Airlines retiró el Boeing 737 - 300 de Islandsflug a causa de sus dificultades financieras y todas sus operaciones fueron también suprimidas. 